# 쇼피
쇼피(Shopee)는 싱가포르의 다국적 기술 기업이다. 전자 상거래를 전문으로 한다. 이 기업은 2015년에 싱가포르에 시작한 이후 해외로 확장했다.
2021년 기준으로 쇼피는 동남아시아 최대의 전자상거래 플랫폼으로 간주되며, 월간 방문자 수는 343,000,000명이다. 상품을 온라인으로 매매하기 원하는 동아시아(타이완), 라틴아메리카, 유럽(폴란드)의 국가들의 소비자와 판매자를 관리한다.
쇼피는 씨 리미티드(Sea Limited)의 자회사이다.